# Licenídeos
Licenídeos (nome científico: Lycaenidae) é uma família de insectos da ordem Lepidoptera.

## Galeria de imagens

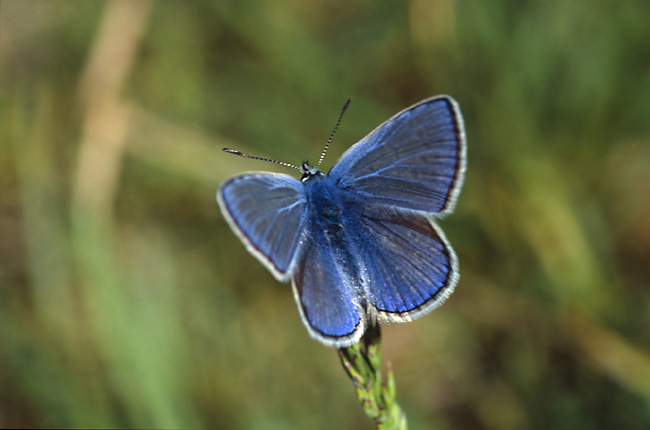
Polyommatus icarus
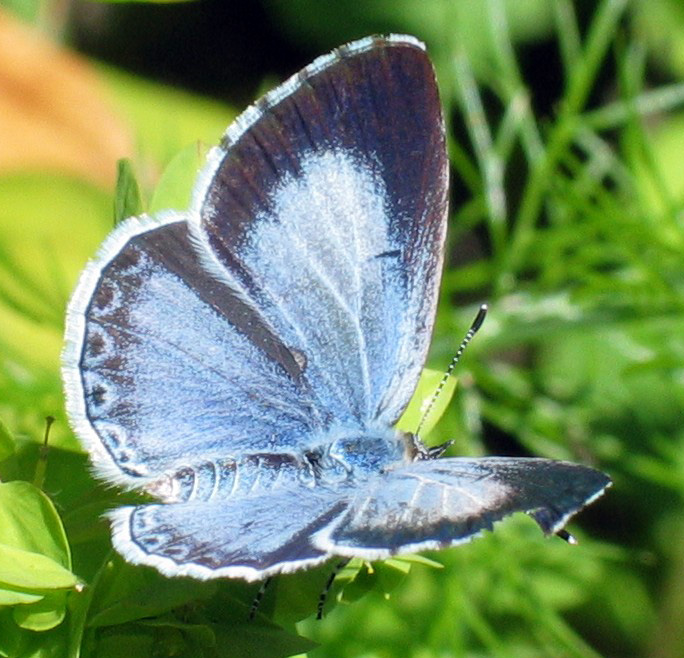
Celastrina argiolus
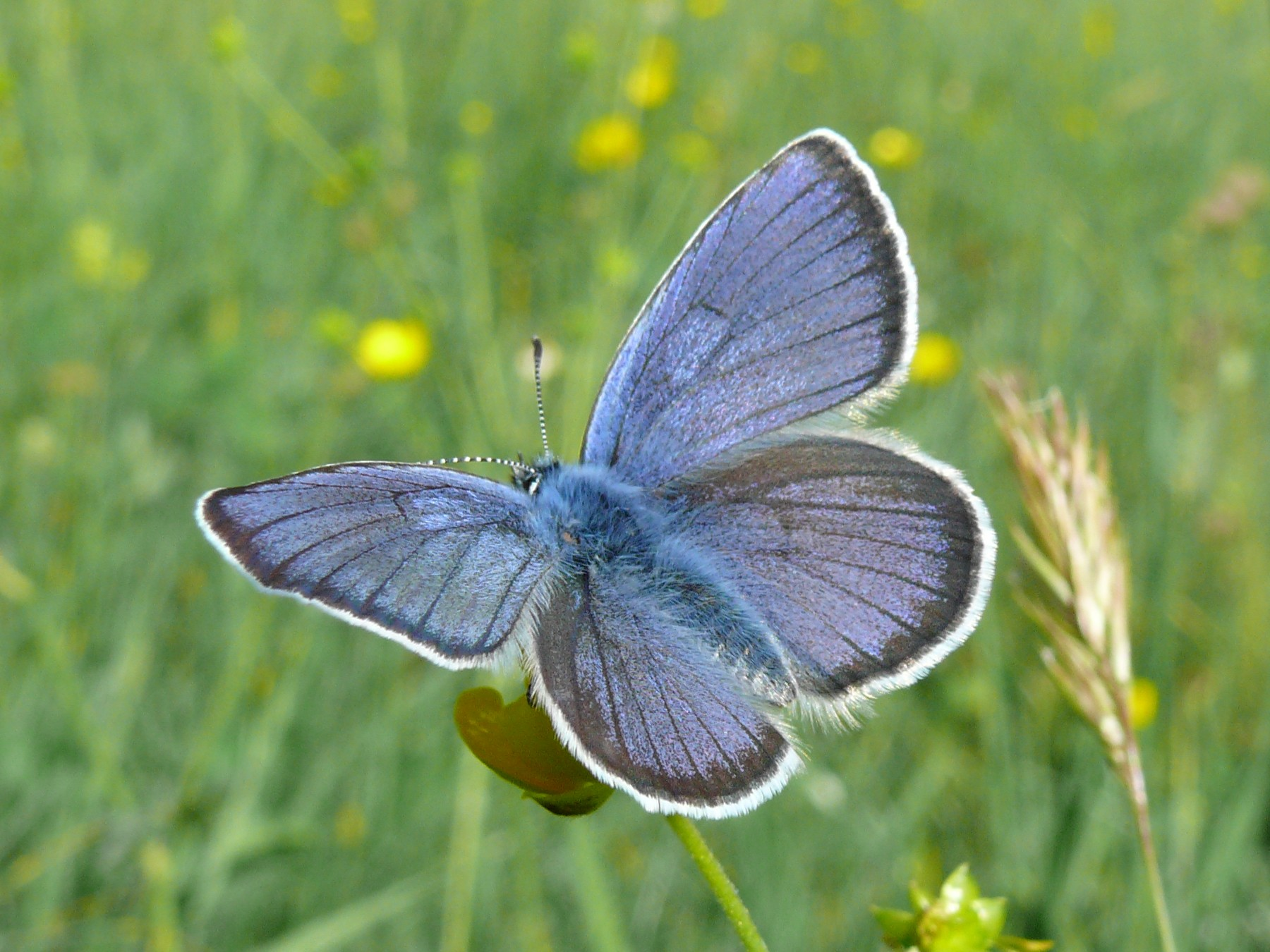
Polyommatus semiargus

## Lista de subfamílias
- Curetinae
- Liphyrinae
- Lipteninae
- Lycaeninae
- Miletinae
- Polyommatinae
- Poritiinae
- Riodininae
- Theclinae

## Lista de géneros (incompleta)
- Icaricia
- Lycaeides
- Strymon
- Vaga

## Algumas espécies europeias
- Quercusia quercus
- Satyrium w-album
- Callophrys rubi
- Heodes virgaureae
- Lycaena phlaeas
- Lysandra corindon
- Celastrina argiolus (ver galeria de imagens)